# Melrose (Familienname)
Melrose ist ein englischer Familienname.

## Namensträger
- Barry Melrose (* 1956), kanadischer Eishockeyspieler- und trainer
- Diana Melrose (* 1952), britische Botschafterin
- Frank Melrose (auch Kansas City Frank, eigentlich Franklyn Taft Melrose; 1907–1941), US-amerikanischer Jazz- und Blues-Pianist
- Lester Melrose (1891–1968), US-amerikanischer Talent-Scout
- Richard Melrose (* 1949), australischer Mathematiker